# Bitwa pod Kobyłką
Bitwa pod Kobyłką – bitwa stoczona w okolicy Kobyłki 26 października 1794 roku podczas insurekcji kościuszkowskiej pomiędzy wojskami litewskimi generała Mokronowskiego a jazdą ze składu rosyjskiego korpusu pod wodzą Suworowa.
Po klęsce pod Maciejowicami armia litewska dowodzona przez generała Mokronowskiego rozpoczęła odwrót znad górnej Narwi do Warszawy. Morale armii litewskiej, choć ta zachowała zdolność bojową, znacznie ucierpiało; żołnierze cierpieli również głód, byli przemęczeni i słabo uzbrojeni, a znaczną część stanu osobowego stanowili chorzy. Wojska Mokronowskiego ścigał rosyjski korpus generała Derfeldena. Ponadto z Brześcia wyruszył korpus generała Suworowa, który zamierzając odciąć Mokronowskiemu drogę do Warszawy, zagroził litewskiemu lewemu skrzydłu. Na prawym skrzydle cofających się sił litewskich stał pruski korpus nadnarwiański.
Mokronowski umiejętnie przeprowadzał odwrót swych sił, które przeprawił przez Bug pod Popowem. Po przeprawie armia ruszyła prosto na Warszawę, a jej odwrót osłaniała dywizja generała Meyena (około 3800 żołnierzy) wspólnie z dywizją generała Arnolda Byszewskiego (około 1700 żołnierzy). By osłonić cofającego się Mokronowskiego przed idącym od wschodu Suworowem obie dywizje zajęły 25 października stanowiska pod Kobyłką.
Suworow o 5:00 uderzył na litewskie dywizje osłonowe (łącznie 5560 żołnierzy, w tym 1103 jazdy i 9 dział) grupą generała Pawła Potiomkina liczącą 7000 jazdy i 12 dział. W czasie walki siły litewskie zostały zmuszone do odwrotu, przy czym część wojsk litewskich została otoczona.
W bitwie poległo 450 żołnierzy litewskich, a 850 dostało się do niewoli. Mimo klęski, opór wojsk litewskich pod Kobyłką umożliwił reszcie wojsk litewskich wycofanie się na Pragę. Wkrótce po bitwie dotarły tam także pozostałości obu dywizji Meyena.
Niesłusznie oskarżany o przegranie bitwy Mokronowski wkrótce po niej zrzekł się dowództwa.

## Straty
Wojska litewskie straciły w boju 450 zabitych. Okoliczni mieszkańcy pochowali ich w zbiorowej mogile na uroczysku Kąpiel, na terenie którego z czasem założono Stary cmentarz w Kobyłce. W kilka lat po bitwie nad mogiłą żołnierzy usypano kurhan, który jednak nie dotrwał do współczesności.
Do niewoli rosyjskiej dostało się 800 żołnierzy i 44 oficerów, w tym Arnold Byszewski i płk Wolan.